# Asura celidopa
Asura celidopa là một loài bướm đêm thuộc phân họ Arctiinae, họ Erebidae.